# Солдатский листок
Солдатский листок — подпольная газета, издававшаяся в 1907 году. Распространялась в воинских частях и среди жителей Новониколаевска.

## История
Газета начала выходить в июне 1907 года и первоначально печаталась в типографии организации ПСР. Доставкой бумаги занималась Обская группа РСДРП. Шрифт для «Солдатского листка» печатники доставали из городских типографий.
Материал для газеты получали от военнослужащих из местных воинских частей.
Сбор материалов для «Солдатского листка» и последующее распространение в среде нижних чинов осуществлялись под надзором военной организации Новониколаевского гарнизона. В гарнизон газету доставляли специальные связные, после чего около 50 человек распространяли её в воинских частях.
В донесениях военного командования говорилось о том, что среди солдат газета пользовалась большой популярностью.
В конце 1907 года «Свободный листок» перестал издаваться по причине провала типографии Обской группы РСДРП, на которой происходила печать газеты в последний период её существования.

## Тематика
В газете публиковалась информация о жизни внутри местного гарнизона, сведения о различных злоупотреблениях воинского начальства, о расхищении интендантами и чиновниками военного имущества и т. д.

## Тираж и количество номеров
Всего было опубликовано несколько номеров издания. Тираж газеты составил 2000 экземпляров.